# Acidoxantha hibisci
Acidoxantha hibisci är en tvåvingeart som beskrevs av Hardy 1974. Acidoxantha hibisci ingår i släktet Acidoxantha och familjen borrflugor. Inga underarter finns listade i Catalogue of Life.